# 이진호 (1867년)
이진호(李軫鎬, 일본어: 李家軫鎬리노이에 진고, 1867년 음력 8월 2일 ~ 1946년 9월 3일)는 조선 후기의 개화파 무관이다. 1867년 8월 7일(양력) 서울에서 출생했다. 친일반민족행위자이다. 1895년 11월 28일에 발생한 '춘생문사건'을 함께 공모한 일원이었으나 변절, 배신하여 밀고함으로 고종을 도피시키고자 했던 거사가 실패하는데 결정적인 원인을 제공했다.
대한제국기에 중추원 부찬의, 평안남도관찰사 등을 역임하였으며, 일제강점기에는 조선총독부 학무국장, 중추원 부의장, 제1대 경상북도 도장관을 역임하였고, 제1대 전라북도 도지사를 역임하였으며, 일본제국의회 귀족원의 칙선의원 등을 지냈다. 아호는 성재(星齋). 본관은 전의. 3.1 만세 운동 당시 시위를 진압하는 자제단 창립에 참여하였다. 1946년 9월 3일 사망했다.

## 생애
군사 학교인 연무공원을 1888년 졸업하고 무관으로 근무했다. 이진호는 영어를 공부한 적이 있어 연무공원 미국인 교관 다이(Dye)의 신임을 얻었고 친미파로 분류되었다. 그러나 1895년 11월 28일에 친미파와 다이(Dye)가 공모하여 친일파 정권을 전복하려 한 '춘생문 사건'이 일어났을 때, 초기에는 참가했다가 변심하여 이 계획을 어윤중에게 밀고함으로써 친일파로 돌아섰다. 석달후 이번에는 아관파천으로 친러파가 득세하자, 이진호는 유길준, 우범선, 이두황, 이범래, 구연수 등 을미사변과 관련이 있거나 친일파로 널리 알려진 인물들과 함께 일본으로 피신했다.
1896년 2월 11일 고종이 왕명으로 이진호, 유길준, 조희연, 장박(張博), 권영진(權濚鎭), 이두황, 우범선, 이범래(李範來) 등에 대한 체포령을 내렸다. 이들 중 일부는 이미 일본으로 달아난 상태였다. 2월 15일 고종은 유길준, 이진호 등에 대한 참수명령을 내렸다.
그가 일본 체류중이던 1897년에도 김운락(金雲洛), 채광묵, 김석구 등이 계속해서 이진호, 유길준, 박영효 등을 사형에 처하라는 상소를 계속 올렸다. 그는 변장한 후, 일본 도쿄 내에서도 조선인들의 눈에 띄지 않는 곳에 은신해 생활하였다.
망명생활 중, 고종은 망명 개화파 인사들을 조선으로 송환해달라고 일본 정부에 요청했다. 고종은 일본의 특사 이토 히로부미가 1904년 3월 내한하자 망명자 중 요인을 해외로 추방하거나 변방에 유치시킬 것을 제의하여 동의를 얻어냈다. 고종이 지명한 요인은 이준용, 박영효, 이규완, 유길준, 조희연, 장박, 이범래, 이진호, 조희문, 구연수, 이두황, 신응희, 권동진, 정난교 등 14명이었다. 그러나 일본은 고종에게 약속한 망명자 처분을 이행하지 않았다. 일본 정부의 거절로 그는 극적으로 목숨을 구한다.
1904년 4월 중순 고종은 주한일본국공사관에 조선인 출신 정치적 난민 신청자 중 이진호, 박영효, 유길준, 장박, 조희연, 이두황, 권동진, 구연수, 정란교, 이규완, 이범래, 신응희 등 14명을 일본에서 추방하고, 나머지 다른 망명객은 송환할 것을 요청하였다. 주한일본공사는 4월 14일 일본 외무대신에게 보고했는데 일본 정부에서는 이들의 송환을 거절하였다.
그는 10년 동안 일본에 머물러 있다가 1907년 일본이 대한제국의 군대를 해산한 뒤 돌아와서 대한제국 중추원 부찬의, 평안남도 관찰에 임명되었다. 관서 지방에 민족 의식을 고양하는 사립 학교가 많이 세워지는 분위기를 견제하고자 관립 평양고등보통학교가 설립되었을 때는 교장을 역임했다.
1910년 경상북도 장관, 1916년 전라북도 장관, 1919년부터 1921년까지는 전라북도 지사에 차례로 임명되었다.1919년 3·1 운동이 일어났을 때 박중양 등이 이를 반대하고, 그해 4월 유학파 지식인, 관료와 지방의 지주들을 규합하여 곳곳에 자제단을 구성하자, 이진호 역시 4월 중순, 자신이 지사로 있던 전라북도에 전북자성회를 조직하고 전남자성회 조직에도 참여하여 시위대를 해산시키거나 집에 돌아갈 것을 권고하여, 만세 시위와 독립 운동 확산을 막았다.
이후 동양척식주식회사 경성지점 촉탁(1921), 조선중앙위생회 위원(1921), 조선구락부 발기인(1921)를 거쳐 1924년에는 총독부 학무부 국장에 임명되었다. 총독부 부서의 국장은 일본인이 맡는 것이 관례였으며, 조선인 학무국장 역시 유일하게 이진호와 엄창섭만이 역임했을 정도로 희귀한 일이었다. 3·1 운동 이후의 회유책인 문화통치 전략의 일환이었다.
공적을 인정받아 1934년에는 중추원 참의, 1941년에는 부의장, 1943년에는 고문이 되었고, 귀족원 의원에까지 올랐다. 말년에도 전쟁을 지원하기 위한 각종 친일 단체에도 적극 참여했다. 국민총력조선연맹(1940), 임전대책협의회(1941), 조선임전보국단(1941)에 가담한 기록이 있다. 1935년 총독부가 편찬한 《조선공로자명감》에 조선인 공로자 353명 중 한 명으로 수록되어 있다.

## 사후
- 2002년 발표된 친일파 708인 명단과 2008년 민족문제연구소에서 친일인명사전에 수록하기 위해 정리한 친일인명사전 수록예정자 명단에 선정되었으며 2009년 친일반민족행위진상규명위원회가 발표한 친일반민족행위 705인 명단에도 포함되었다.

- 대한민국 친일반민족행위자재산조사위원회는 2008년에 이진호 소유의 토지에 대해 국가귀속 결정을 내렸다.[8]

## 같이 보기
- 조선총독부 중추원
- 조선임전보국단

## 참고자료
- 반민족문제연구소 (1993년 2월 1일). 〈이진호 : 일제식민통치에 앞장 선 친일관료의 전형 (이명화)〉. 《친일파 99인 1》. 서울: 돌베개. ISBN 9788971990117.